# ان‌جی‌سی ۲۶۱۳
ان‌جی‌سی ۲۶۱۳، کهکشان مارپیچی در صورت فلکی جنوبی قطب‌نما، در کنار مرز فلکی غربی با کشتی‌دم است. این کهکشان توسط ستاره‌شناس آلمانی ویلیام هرشل در ۲۰ نوامبر ۱۷۸۴ کشف شد. کهکشان با قدر ظاهری ۱۰٫۵، با استفاده از تلسکوپ ۱۰۰ میلیمتر (۴ اینچ) دیافراگم به نظر می‌رسد دوکی شکل است زیرا برای مشاهده گران روی زمین تقریباً لبه‌دار است.
ان‌جی‌سی ۲۶۱۳ دارای یک هسته کهکشانی فعال است که عمیقاً در گاز و گرد و غبار مبهم قرار گرفته‌است. داده‌های انتشاری جمع‌آوری شده توسط آرایه بسیار بزرگ، ویژگی شبیه دم جزر و مدی در امتداد جنوب شرقی کهکشان را نشان می‌دهد، که به احتمال زیاد در اثر تعامل با کهکشان همدم کوچک ESO 495-G017، تولید شده‌است. اکنون در شمال غربی ان‌جی‌سی ۲۶۱۳ واقع شده‌است.